# Gastrimargus insolens
Gastrimargus insolens är en insektsart som beskrevs av Ritchie, J.M. 1982. Gastrimargus insolens ingår i släktet Gastrimargus och familjen gräshoppor. Inga underarter finns listade i Catalogue of Life.